# Rhosus spadicea
Rhosus spadicea är en fjärilsart som beskrevs av Felder 1874. Rhosus spadicea ingår i släktet Rhosus och familjen nattflyn. Inga underarter finns listade.